# Madonna di Montevergine

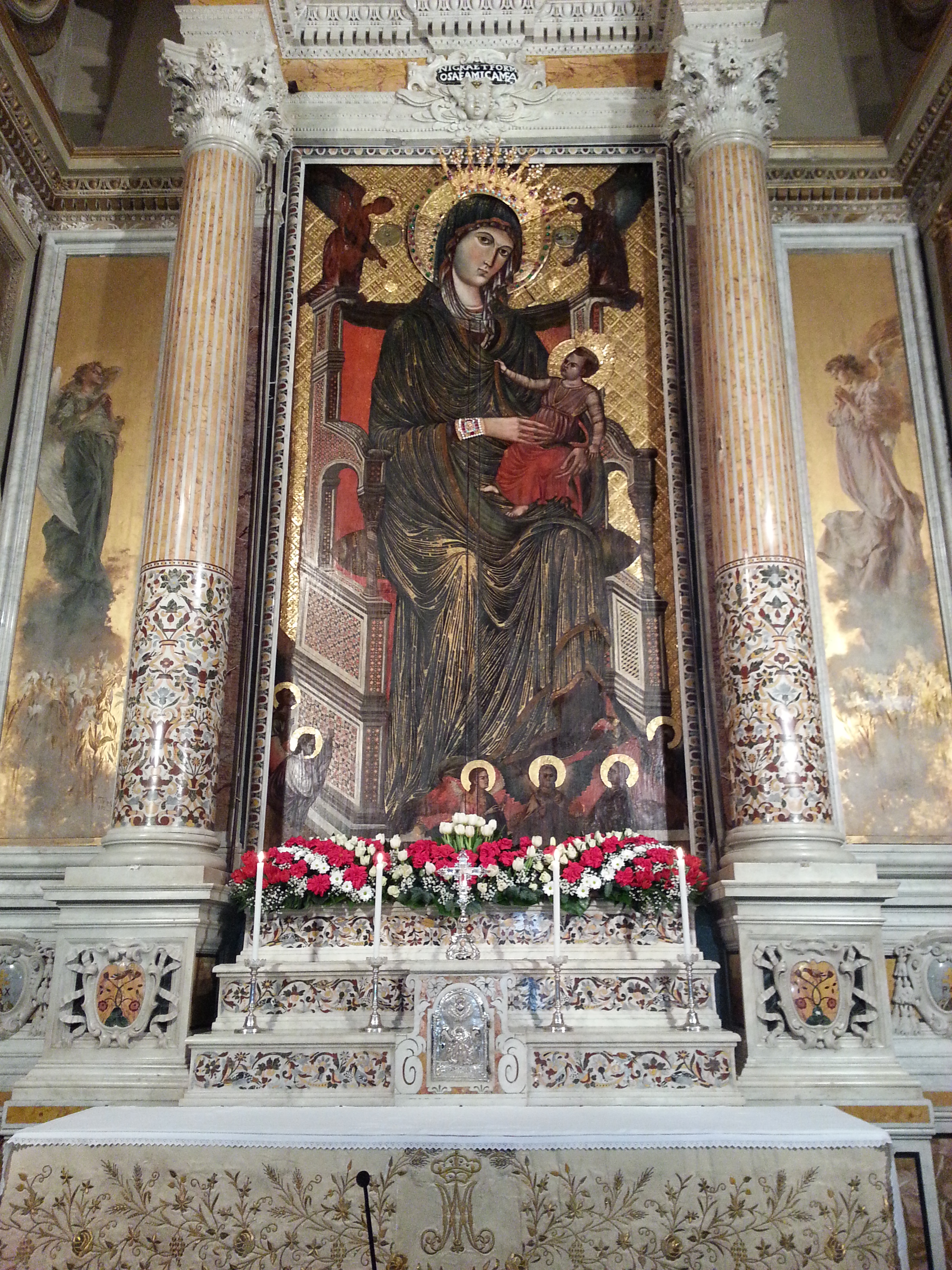
Il quadro della Madonna di Montevergine

La Madonna di Montevergine è l'appellativo con cui si venera, nell'omonimo santuario a Mercogliano, nella frazione di Montevergine, il quadro raffigurante la vergine Maria seduta su un trono con in braccio il bambino Gesù, risalente al XIII - XIV secolo: oltre al nome consueto è anche conosciuta come Madonna Nera o ancora, maggiormente, come Mamma Schiavona. Contrariamente a quanto può pensarsi, il culto della Madonna di Montevergine non è legato ad alcuna apparizione, ma solamente dalla volontà di un monaco eremita, Guglielmo da Vercelli, di dedicare la propria vita alla preghiera tramite il culto di Maria, formando in poco tempo un vero e proprio ordine monastico.

## Storia

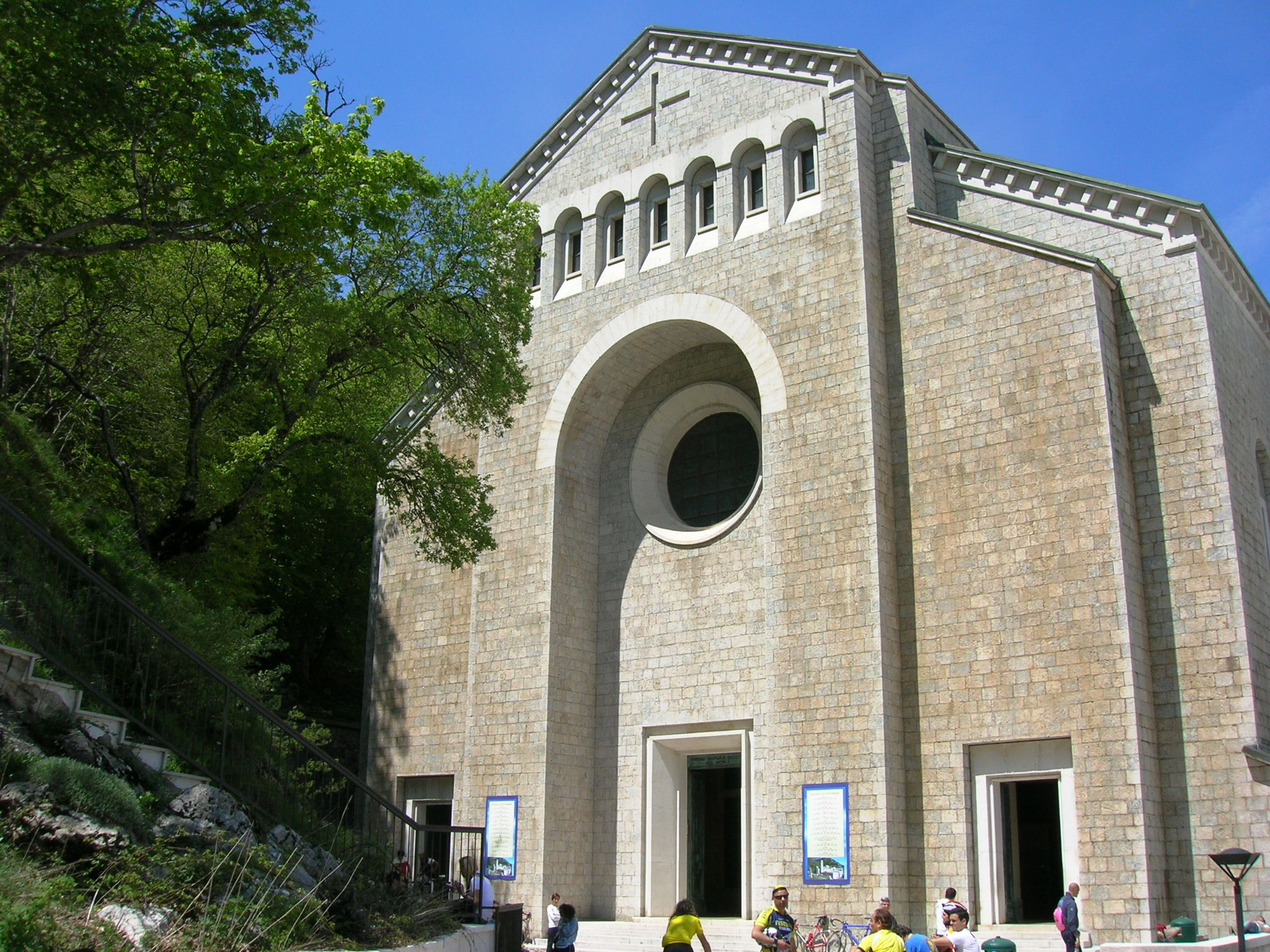
La basilica cattedrale

La storia dell'icona della Madonna di Montevergine è incerta: secondo la leggenda, il quadro sarebbe stato direttamente dipinto da San Luca a Gerusalemme, per poi essere trasportato prima ad Antiochia e poi a Costantinopoli: nell'VIII secolo però con la salita al trono di Michele Paleologo e l'inizio dell'iconoclastia, il fuggitivo re Baldovino II recise il capo della Madonna dal quadro per metterla in salvo. Giunta a Caterina II di Valois per eredità, questa fece terminare l'opera da Montano d'Arezzo, per poi donarla ai monaci di Montevergine nel 1310, esponendola nella cappella gentilizia dei D'Angiò. La prima vera valutazione storica dell'icona si ebbe soltanto durante il Concilio Vaticano II, negli anni sessanta, quando su ordine delle autorità ecclesiastiche un team di storici e critici analizzarono il quadro: ben presto la leggenda risultò totalmente infondata in quanto la data di donazione al santuario non poteva essere esatta perché Caterina II avrebbe avuto solamente dieci anni ed inoltre da uno scritto conservato nel monastero irpino, il quadro era già presente dalla fine del XIII secolo. Nel 1964 Giovanni Mongelli, padre della Congregazione di Montevergine, ipotizzò che l'opera potesse essere stata realizzata da Pietro Cavallini, o comunque dalla sua scuola, visti i numerosi elementi artistici tipico del pittore romano, come lo stile bizantino ed il modo di panneggiare, ma quest'ipotesi fu dettata anche dal fatto che Cavallini era stato spesso commissionato a realizzare opere dai D'Angiò, famiglia sicuramente a cui l'opera appartiene vista la presenza dei gigli angioini; nel 1997 padre Placido Maria Tropeano, ha però dichiarato che l'opera potrebbe essere anche attribuita a Montano d'Arezzo, ma che a seguito dei continui rimaneggiamenti abbia perso la sua fisionomia iniziale. Altra leggenda, anch'essa esclusa dagli storici, vuole che il quadro sia giunto a Montevergine perché il mulo che lo trasportava non avrebbe eseguito gli ordini del padrone e si sarebbe incamminato per la montagna giungendo fino al santuario.

## Iconografia
L'immagine della Madonna di Montevergine è stata realizzata su due tavole di pino tenute insieme da alcune sbarre nel retro ed ha una altezza di 4 metri e 30 per una larghezza di 2 metri e 10. La raffigurazione rappresenta la Madonna, seduta su un trono, con in braccio il bambino Gesù, posto sulla sua gamba sinistra ed il fanciullo tiene, nella sua mano destra, il manto della mamma: sia il capo del bambino che quello della Madonna sono aureolati, ma mentre nel primo caso è ancora presente una corona d'oro donata nel 1712 dal Capitolo di San Pietro in Vaticano, mentre nel secondo è assente a causa di un furto avvenuto nel 1799. Il volto della Vergine è di forma ovoidale e gli occhi sono in nero con la caratteristica di osservare nello stesso momento sia il cielo che il bambino che reca in braccio. Nella parte superiore del quadro sono presenti due angeli che volano sul bordo del trono, mentre altri sei si trovano ai piedi in segno di venerazione e preghiera; ai due lati del trono sono disposti due medaglioni che conservavano rispettivamente il latte materno della Vergine e un pezzo del suo mantello. Durante il corso degli anni il dipinto ha subito numerosi rifacimenti, che ne hanno alterato l'originaria struttura, così come risulta da alcuni restauri che hanno accertato la presenza di pittura negli strati sottostanti: nel 1621 vengono poste altre due corone sui capi della Madonna e del bambino, che arrivarono ad esserne tre nel 1712; nel 1778 furono poste ai lati del trono due lamine d'oro. Nella notte del 17 e 18 maggio 1799 il quadro fu rubato e dopo il suo ritrovamento venne impreziosito con collane di ottone e pettiglie, rimosse a seguito del restauro del 1960 e conservate nel museo del santuario; un ulteriore restauro è avvenuto nel 2012.

## Culto
Secondo una leggenda popolare il 2 febbraio 1256, due giovani amanti omosessuali furono scoperti, durante una bufera di neve. Ciò provocò scandalo nella società del tempo, che punì i due uomini denudandoli e legandoli ad un albero sui Monti del Partenio con delle lastre di ghiaccio, in modo che morissero di stenti o fossero sbranati dai lupi. La Vergine, commossa dal loro amore, attraverso un raggio di sole, sciolse la lastra liberando i due amanti e salvandoli da morte certa. Da allora la Madonna di Montevergine viene considerata protettrice dei più deboli ed emarginati.
Ogni anno il 2 febbraio, si tiene un pellegrinaggio soprattutto da parte di membri della comunità LGBT, denominato la Juta dei femminielli.
abbracciate, fujene sgamate.

Nu peccato accussì gruosse

nun merita rispetto

Attaccàte uno cu n'ato,

'o Partenio trascinate,

lasciate a murì e fridde,

pe àsteche sulo 'e fronne.

Na chiesa poco luntano,

'a casa 'e Mamma Schiavona,

Maronna che tutto concede

e che tutto perdona.
Proprio 'a mano d''a Maronna nera,

essa stessa discriminata pecchè scura,

che spezzaje 'e catene, sciugliette 'e lazze,

salvaje 'e guagliuni da morte certa.
Na leggenda ca nun se perde,

rimmane dint''a capa d''a gente... 

Sicuramente nun serve 'a cagnà,

abbracciati, furono sgamati.

Un peccato così grande

non merita rispetto

Attaccati l'uno all'altro,

trascinati al [Monte] Partenio,

lasciati a morir di freddo,

con lastrici solo di foglie.

Una chiesa poco distante,

la casa di Mamma Schiavona,

Madonna che tutto concede

e che tutto perdona.
Proprio la mano della Madonna nera,

lei stessa discriminata perché scura,

che spezzò le catene, sciolse i lacci,

salvò i fanciulli da morte certa.
Una leggenda che non si perde,

resta nel pensiero della gente…

Sicuramente non serve a cambiare,

ma se non altro, a pensarci.»
(Camillo De Felice, Madonna di Montevergine (Mamma Schiavona))